# پاتریک پندانکس
پاتریک پندانکس (انگلیسی: Patrick Pendanx؛ زادهٔ ۱۶ مهٔ ۱۹۷۵) بازیکن فوتبال اهل فرانسه است.